# Dalhem IF
Der Dalhem IF ist ein schwedischer Sportverein aus Dalhem in Gotland. Der Verein wurde durch seine Frauenfußballmannschaft überregional bekannt, als diese 1988 zu den Gründungsmitgliedern der eingleisigen Damallsvenskan gehörte.

## Geschichte
Dalhem IF wurde am 11. März 1905 gegründet. 1934 entstand beim Verein die Fußballabteilung, in der 1973 auch eine Frauenfußballmannschaft entstand. Während die Männermannschaft ausschließlich unterklassig spielte, gelang den Frauen 1987 die Meisterschaft in der Division 1 Norra und im Gründungsjahr der eingleisigen Damallsvenskan 1988 spielte die Mannschaft erstklassig, stieg mit nur einem Saisonsieg jedoch wieder ab. In den folgenden Jahren pendelte die Mannschaft zwischen zweiter und dritter Liga. 
Derzeit tritt die Männermannschaft in der sechstklassigen Division 4 an, während die Frauen mittlerweile in der viertklassigen Division 3 spielen.